# RPL (język programowania)
RPL (Reverse Polish Lisp) – język programowania stworzony przez firmę Hewlett-Packard stosowany do programowania kalkulatorów HP-28, HP-39, HP-48, HP-49 i HP-50. Jest językiem strukturalnym operującym na stosie (RPN: Reverse Polish Notation – Odwrotna notacja polska), pozwala jednak na przetwarzanie typowych wyrażeń algebraicznych. W odróżnieniu od wcześniejszych modeli kalkulatorów (4 poziomy stosu), stos w RPL jest ograniczony wyłącznie pamięcią kalkulatora.
RPL wspiera standardowe instrukcje warunkowe, o następującej składni:
```
 IF condition THEN if-true [ELSE if-false] END

```

Poniższy przykład sprawdza, czy najniższa liczba na stosie jest równa 1. Jeśli tak, wyświetla napis "rowne jeden"
```
 « IF 1 == THEN "rowne jeden" END »

```

Instrukcje warunkowe występują również w wariantach IFT and IFTE. Zdejmują one ze stosu dwa lub trzy elementy. Najwyższy jest traktowany jako warunek, natomiast pozostałe są wprowadzane (lub nie) w zależności od spełnienia tego warunki z powrotem na stos. Jeśli na stosie jest liczba 1, poniższy kod zamienia ją na "jeden".
```
 « 1 == "jeden" IFT »

```

Analogiczny przykład z IFTE pozwala na zamianę na "nie jeden" w przeciwnym przypadku:
```
 « 1 == "jeden" "nie jeden" IFTE »

```

Bardziej skomplikowane warunki są implementowane za pomocą CASE-THEN-END:
```
 CASE
  condition_1 THEN if-condition_1 END
   ...
  condition_n THEN if-condition_n END
  if-none
 END

```

Poniższy przykład zamienia literę "A" na "Alpha", "B" na "Beta" itd. lub wyświetla "nieznana litera".
```
 «
   CASE
      DUP "A" == THEN "Alpha" END
      DUP "B" == THEN "Beta" END
      DUP "G" == THEN "Gamma" END
      "nieznana litera"
   END
   SWAP DROP
 »

```

Powyższy kod jest równoznaczny implementacji IF-THEN-ELSE:
```
 «
    IF DUP "A" ==
    THEN
       "Alpha"
    ELSE
       IF DUP "B" == THEN
          "Beta"
       ELSE
          IF DUP "G" == THEN
             "Gamma"
          ELSE
             "nieznana litera"
          END
       END
    END
    SWAP DROP
 »

```

Nieco bardziej skomplikowane są pętle typu FOR, następujący przykład sumuje liczby od 1 do 10:
```
 «
    0       @ Zero na stosie
    1 10    @ Pętla od 1 do 10
    FOR I   @ "I" jest zmienną pętli
       I +  @ odłożenie I na stos i dodanie do znajdującej się tam wartości
    NEXT
 »

```

Sekwencja START-NEXT jest analogiczna, jednak nie udostępnia żadnej zmiennej:
```
 index_from index_to START loop_statement NEXT

```

W przypadku pętli z krokiem innym niż 1 stosuje się konstrukcję FOR-NEXT lub START-NEXT. Poniższy przykład jest pętlą od 10 do 2 z krokiem -2:
```
 « 10 2 START -2 STEP »

```

Dostępne są również konstrukcje WHILE-REPEAT i DO-UNTIL:
```
 WHILE condition REPEAT loop_statement END
 DO loop_statement UNTIL condition END

```